# Natarsia nugax
Natarsia nugax är en tvåvingeart som först beskrevs av Walker 1856.  Natarsia nugax ingår i släktet Natarsia och familjen fjädermyggor. Arten har ej påträffats i Sverige. Inga underarter finns listade i Catalogue of Life.